# Skeppsta herrgård
Skeppsta herrgård är en herrgårdsbyggnad i Gåsinge socken i Gnesta kommun, Södermanland vid Skeppsta. Herrgården har ägts av medlemmar av släkterna Gripenstierna, Wahrendorff, Heerdhielm, Wattrang och Dickson. Herrgårdsbyggnaden från 1700-talet ersattes, vid sekelskiftet 1900, med en ny ritad av arkitektkontoret Hagström & Ekmans.